# Elato Municipality
Elato Municipality är en kommun i Mikronesiska federationen.   Den ligger i delstaten Yap, i den västra delen av landet, 1 300 km väster om huvudstaden Palikir.